# Wilhelm Prasse
Wilhelm Prasse fue un deportista alemán que compitió en natación, especialista en el estilo braza. Ganó dos medallas en el Campeonato Europeo de Natación, bronce en 1926 y plata en 1927.

## Palmarés internacional
| Campeonato Europeo | Campeonato Europeo  | Campeonato Europeo | Campeonato Europeo |
| Año                | Lugar               | Medalla            | Prueba             |
| ------------------ | ------------------- | ------------------ | ------------------ |
| 1926               | Budapest ( Hungría) | Medalla de bronce  | 200 m braza        |
| 1927               | Bolonia ( Italia)   | Medalla de plata   | 200 m braza        |